# Latarnia morska Anseküla
Latarnia morska Anseküla – (est. Anseküla tuletorn)  latarnia została zbudowana w 1953 roku we wsi Anseküla, w gminie Salme, położonej na południowo-wschodnim wybrzeżu wyspy Sarema na półwyspie Sõrve.  Na liście świateł nawigacyjnych Estonii - rejestrze Urzędu Transportu Morskiego (Veeteede Amet) w Tallinnie - ma numer 932.
Żelbetonowa, kwadratowa wieża latarni została zbudowana w 1953 roku. Pierwotnie miała wysokość 22 metrów, a wysokość światła ponad poziom morza wynosiła 33 m. W 1996 roku latarnia została wyremontowana, założono zasilanie słoneczne oraz wiatrowe. W 2007 roku wieżę podwyższono o 8 metrów, tak że obecnie światło latarni znajduje się na wysokości 44 metrów.